# Joselu
José Luis Mato Sanmartín (Stuttgart, Alemania, 27 de marzo de 1990), más conocido como Joselu, es un futbolista español que juega como delantero en el Al-Gharafa S. C. de la Liga de Catar.
Se proclamó máximo goleador del Real Madrid Castilla Club de Fútbol en Segunda División B 2010-11, empatado con su compañero de equipo Álvaro Morata, y al año siguiente consiguió el ascenso a la Segunda División tras proclamarse campeón de la categoría. Asimismo participó en el primer equipo que se proclamó campeón de la Copa del Rey de 2011. En dicha temporada también consiguió ser máximo goleador del grupo primero de Segunda División B, al anotar 19 tantos, más otros 7 en la fase de ascenso. Es junto a Miguel Bernal y Emilio Butragueño el cuarto máximo goleador histórico del Real Madrid Castilla Club de Fútbol con 40 goles anotados.
Con el Real Madrid fue campeón de la Liga de Campeones de la UEFA en 2024, donde anotó dos goles en la vuelta de semifinales contra el Bayern de Múnich, de la Liga, y Supercopa de España, anotando 18 goles en todas las competiciones.

## Trayectoria

### Primeros años en Vigo
Nació en Stuttgart, Alemania, donde sus padres, emigrantes españoles, se encontraban trabajando, y asistió a la escuela en el país alemán hasta los cuatro años, cuando su familia regresó a Silleda, en Galicia. Fue canterano de la S. D. Silleda. Con 13 años fichó por las categorías inferiores del Real Club Celta de Vigo.
El jugador disputó sus primeros partidos como profesional durante la temporada 2008-09 con el Celta de Vigo, en la segunda división. Durante esa temporada, combinó partidos con el primer equipo, el filial y el Juvenil de División de Honor.[cita requerida]

### Altos registros en Madrid
El 31 de agosto de 2009 el Real Madrid se hizo con el fichaje de esta joven promesa por 1,5 millones de euros, pero decidió dejarle cedido durante un año en el Celta de Vigo. Tras una temporada en la que sólo consiguió anotar 4 goles en 24 encuentros, se fue a Madrid para jugar en el filial del equipo blanco, el Real Madrid Castilla Club de Fútbol.
En la temporada 2010-11, jugó con en el filial blanco, el Real Madrid Castilla, siendo el máximo goleador del equipo con 14 goles junto a Álvaro Morata. Debutó en el primer equipo el 21 de mayo de 2011 ante la Unión Deportiva Almería, entrando en el minuto 85 por el delantero Karim Benzema y marcando el octavo gol del cuadro merengue apenas un par de minutos después. El 20 de diciembre de 2011, disputó su segundo partido oficial con el Real Madrid en la Copa del Rey contra la S. D. Ponferradina. Saltó al campo, con el dorsal 29, en el minuto 76 en sustitución de Benzema y marcó el cuarto gol de su equipo a pase de Callejón. Finalmente los blancos ganaron el partido por 5-1.
La temporada siguiente, el Real Madrid Castilla quedó primero en el grupo I, lo que les otorgó el derecho a jugar la fase de ascenso de campeones. En ella el filial conseguiría regresar a la Segunda División después de 5 años tras derrotar al Cádiz C. F. por un resultado global de 8-1. En la ida el equipo blanco logró una victoria de 0-3, en dicho partido anotó dos goles, uno solo frente al portero, el otro sería rematando de tacón un centro raso de Daniel Carvajal, la vuelta se jugó en el Estadio Alfredo Di Stéfano con otra victoria por 5-1, en este partido marcó también un gol. El 1 de junio de 2012, en la ida del partido final de la Segunda División B de España que jugaban contra el C. D. Mirandés, anotó 2 goles, el primero de penalti, después de que su compañero Álvaro Morata cayera dentro del área después de una entrada del portero, que se llevaría la tarjeta roja. El segundo llegaría con el centro de Álvaro Morata, que Joselu remató. El partido terminó con un resultado de 3-0 a favor de los madridistas. En el segundo partido de la final, marcó 2 goles, el primero tras un centro de Daniel Carvajal y el otro de penalti. El resultado del partido fue otro 3-0 que daba el Campeonato de la Segunda División B a su equipo. Además del Campeonato, el jugador se llevó el trofeo de Pichichi de la Segunda División B por haber marcado 24 goles.

### Etapa en Alemania
En el verano de 2012, el jugador fue traspasado al club alemán del TSG 1899 Hoffenheim por 6 millones de euros. El Real Madrid se reservó una opción de recompra válida por dos años. Anotó su primer gol con el TSG 1899 Hoffenheim contra el VfB Stuttgart. Volvió a marcar, esta vez por partida doble, contra el SpVgg Greuther Fürth. En el partido contra el Fortuna Düsseldorf anotó de cabeza un tanto que supuso el 1-1 en el marcador, siendo esté el resultado final del encuentro.
Debido al cambio de entrenador pasó a ser suplente y contar con pocos minutos,a pesar de esto logró marcar su quinto gol de la temporada, la que finalizó con 25 partidos y 5 goles en total. Para la temporada 2013-2014 pasó en calidad de cedido al Eintracht Frankfurt, equipo con el que jugaría la Europa League. Su primer partido oficial con el Eintracht Frankfurt fue contra el FV Illertissen en la copa alemana, en este partido no solo debutó oficialmente sino que también marcó su primer gol oficial
Al final de su primera temporada con Hoffenhiem, admitió que tuvo problemas para adaptarse a su nuevo entorno y fue cedido al Eintracht Frankfurt para la temporada 2013-14. Recuperó su forma bajo las órdenes de Armin Veh en el Commerzbank Arena, anotando 14 goles en 33 partidos, ya que terminó en la posición 13 y llegaron a la fase eliminatoria de la Liga Europa de la UEFA 2013-14.
El 9 de junio de 2014 se unió al Hannover 96 en un contrato por cuatro años por 5 millones de euros. En su única temporada allí hizo 32 apariciones, anotando 10 goles.

### Periplo en Inglaterra
El 16 de junio de 2015 jugó en la Premier League al fichar por el Stoke City por 5,75 millones de libras. Debutó el 15 de agosto contra el Tottenham Hotspur en el minuto 59 como sustituto por Jonathan Walters. Jugó 27 partidos para el Stoke en la temporada 2015-16, anotando cuatro goles. Su equipo terminó en la novena posición.
El 31 de agosto de 2016 regresó a Galicia, uniéndose a las filas del Deportivo de La Coruña en un acuerdo de cesión durante toda la temporada. Al finalizar la misma recaló por dos años en el Newcastle United Football Club, donde tampoco logró continuidad y decidió regresar nuevamente a España.

### Consolidación en Vitoria
En julio de 2019 se oficializó su traspaso al Deportivo Alavés con un contrato de tres temporadas. Pasado ese tiempo se marchó siendo, con 36 goles, el máximo goleador del club en Primera División. Más tarde, Joselu interpondría una demanda contra el club reclamando 275.000€ más intereses, como indemnización por la finalización de su contrato. Joselu perdió el juicio y decidió no recurrir. 

### R. C. D. Espanyol
El 27 de junio de 2022 inició una nueva etapa deportiva en el R. C. D. Espanyol firmando para los siguientes tres años. En el primero de ellos consiguió el Trofeo Zarra gracias a sus 16 goles, pero no pudo ayudar al equipo a evitar el descenso a Segunda División.

### Vuelta al Real Madrid
El 19 de junio de 2023 anunciaría su marcha en calidad de cedido al Real Madrid C. F. por una temporada volviendo así al club merengue 11 años después. Este fue clave en la vuelta de las semifinales de la Liga de Campeones, donde anotó un doblete saliendo desde el banquillo en tres minutos, que sirvió al Madrid para clasificarse a la final, que terminaría ganando el Real Madrid por 2-0 frente al Borussia Dortmund, dándole al conjunto merengue su 15.º título de la Liga de Campeones y a Joselu su primera Liga de Campeones con 34 años. Al terminar la temporada, el club de Chamartín decidió pagar su cláusula de 1,5 millones de euros, para que unos días más tarde, el jugador pudiera fichar por el Al-Gharafa.

### Etapa en Catar
En su primer año en Catar, se proclamó campeón de la Copa de Emir, en cuya final marcó un gol de cabeza, que permitió al Al-Gharafa clasificarse para la Liga de Campeones de Élite de la AFC. A lo largo de la temporada anotó 18 goles, convirtiéndose en máximo goleador de su club en todas las competiciones.

## Selección nacional

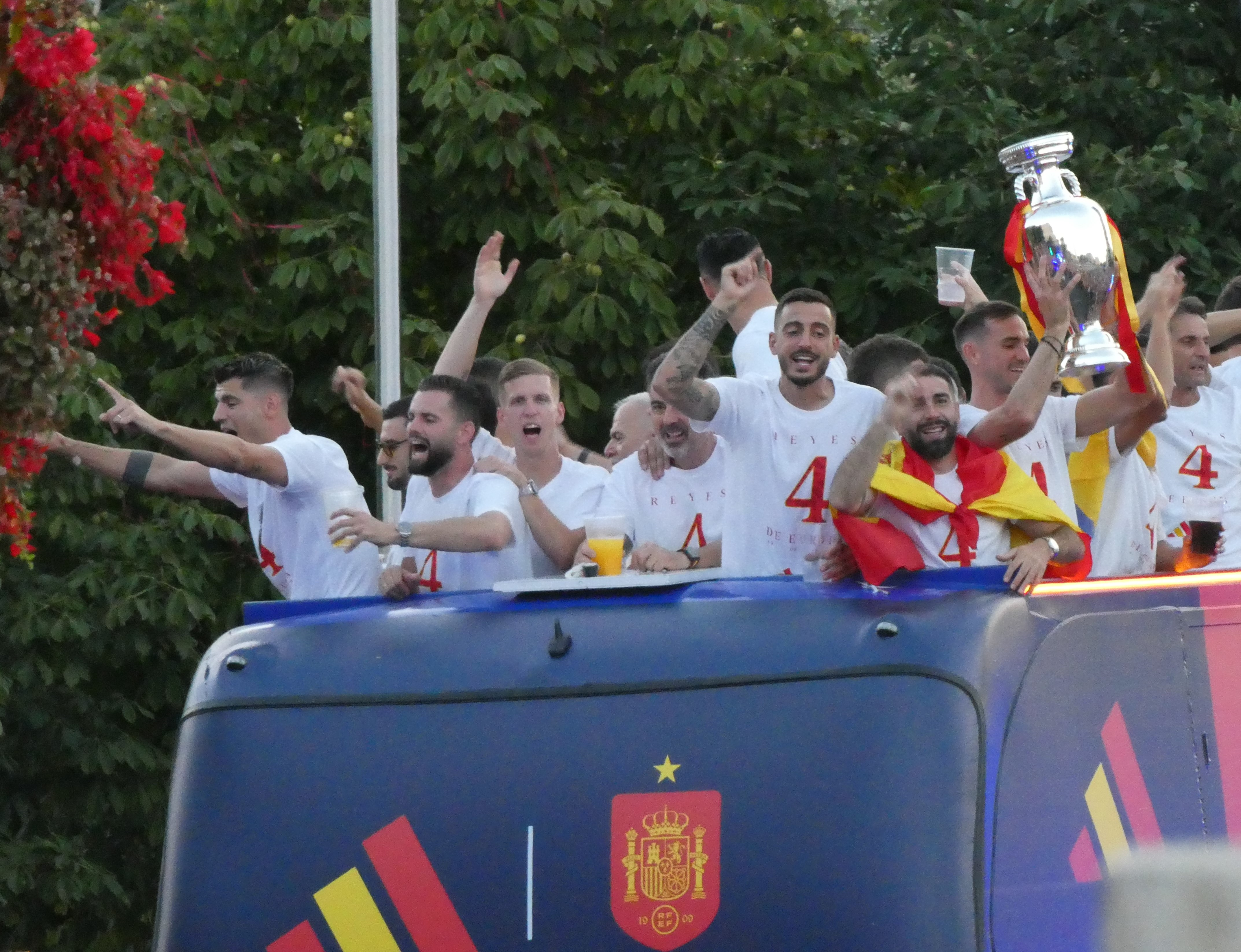
Celebrando la cuarta Eurocopa de la selección española. Madrid, 15 de julio de 2024. Joselu junto a Dani Carvajal, cerca de la esquina derecha.

Ha sido internacional con las categorías inferiores de la selección española, marcando tres goles con la sub-19 y uno con la sub-21. Comentó que a él le encantaría jugar con la selección española porque se siente español, pero que también es futbolista y quiere ganar títulos, por lo tanto si no le llama España, no le importaría ir con la selección alemana.
El 20 de mayo de 2016 jugó con la selección de Galicia un partido amistoso, en el estadio de Riazor, contra la selección de Venezuela que terminó con empate a uno.
El 17 de marzo de 2023 fue convocado con la selección de España para los partidos de clasificación para la Eurocopa 2024 ante Noruega y Escocia. El 25 de marzo debutó ante Noruega, saliendo como suplente en el minuto 81 y anotando dos goles en tres minutos. España logró la clasificación para el torneo y fue incluido en la lista de 26 que acudieron a Alemania, donde ganaron el título tras derrotar a Inglaterra en la final.

### Participaciones en Eurocopas
| Copa          | Sede     | Resultado | Partidos | Goles |
| ------------- | -------- | --------- | -------- | ----- |
| Eurocopa 2024 | Alemania | Campeón   | 2        | 0     |

### Goles internacionales
| Goles internacionales | Goles internacionales    | Goles internacionales                    | Goles internacionales | Goles internacionales | Goles internacionales | Goles internacionales                     |
| #                     | Fecha                    | Lugar                                    | Rival                 | Gol                   | Resultado             | Competición                               |
| --------------------- | ------------------------ | ---------------------------------------- | --------------------- | --------------------- | --------------------- | ----------------------------------------- |
| 1                     | 25 de marzo de 2023      | La Rosaleda, Málaga, España              | Noruega               | 2-0                   | 3-0                   | Clasificación Eurocopa 2024               |
| 2                     | 25 de marzo de 2023      | La Rosaleda, Málaga, España              | Noruega               | 3-0                   | 3-0                   | Clasificación Eurocopa 2024               |
| 3                     | 15 de junio de 2023      | De Grolsch Veste, Enschede, Países Bajos | Italia                | 2-1                   | 2-1                   | Fase final de la Liga de Naciones 2022-23 |
| 4                     | 12 de septiembre de 2023 | Nuevo Los Cármenes, Granada, España      | Chipre                | 3-0                   | 6-0                   | Clasificación Eurocopa 2024               |
| 5                     | 16 de noviembre de 2023  | Limassol Arena, Limasol, Chipre          | Chipre                | 0-3                   | 1-3                   | Clasificación Eurocopa 2024               |
| 6                     | 8 de septiembre de 2024  | Stade de Genève, Lancy, Suiza            | Suiza                 | 0-1                   | 1-4                   | Liga de Naciones de la UEFA 2024-25       |

## Estadísticas

### Clubes
Actualizado al último partido disputado el 24 de mayo de 2025.
| Club                                  | Div.          | Temporada     | Liga  | Liga  | Copas nacionales | Copas nacionales | Copas internacionales | Copas internacionales | Total | Total | Media goleadora |
| Club                                  | Div.          | Temporada     | Part. | Goles | Part.            | Goles            | Part.                 | Goles                 | Part. | Goles | Media goleadora |
| ------------------------------------- | ------------- | ------------- | ----- | ----- | ---------------- | ---------------- | --------------------- | --------------------- | ----- | ----- | --------------- |
| R. C. Celta de Vigo "B" · España      | 2.ª B         | 2008-09       | 21    | 3     | –                | –                | ―                     | ―                     | 21    | 3     | 0.14            |
| R. C. Celta de Vigo "B" · España      | Total club    | Total club    | 21    | 3     | 0                | 0                | 0                     | 0                     | 21    | 3     | 0.14            |
| R. C. Celta de Vigo · España          | 2.ª           | 2008-09       | 2     | 0     | –                | –                | ―                     | ―                     | 2     | 0     | 0               |
| R. C. Celta de Vigo · España          | 2.ª           | 2009-10       | 24    | 4     | 4                | –                | ―                     | ―                     | 28    | 4     | 0.14            |
| R. C. Celta de Vigo · España          | Total club    | Total club    | 26    | 4     | 4                | 0                | 0                     | 0                     | 30    | 4     | 0.13            |
| Real Madrid Castilla C. F. · España   | 2.ª B         | 2010-11       | 34    | 14    | 2                | –                | ―                     | ―                     | 36    | 14    | 0.39            |
| Real Madrid Castilla C. F. · España   | 2.ª B         | 2011-12       | 33    | 19    | 4                | 7                | ―                     | ―                     | 37    | 26    | 0.7             |
| Real Madrid Castilla C. F. · España   | Total club    | Total club    | 67    | 33    | 6                | 7                | 0                     | 0                     | 73    | 40    | 0.55            |
| Real Madrid C. F. · España            | 1.ª           | 2010-11       | 1     | 1     | –                | –                | ―                     | ―                     | 1     | 1     | 1               |
| Real Madrid C. F. · España            | 1.ª           | 2011-12       | –     | –     | 1                | 1                | ―                     | ―                     | 1     | 1     | 1               |
| T. S. G. Hoffenheim · Alemania        | 1.ª           | 2012-13       | 25    | 5     | –                | –                | ―                     | ―                     | 25    | 5     | 0.2             |
| T. S. G. Hoffenheim · Alemania        | Total club    | Total club    | 25    | 5     | 0                | 0                | 0                     | 0                     | 25    | 5     | 0.2             |
| Eintracht Frankfurt · Alemania        | 1.ª           | 2013-14       | 24    | 9     | 2                | 4                | 7                     | 1                     | 33    | 14    | 0.42            |
| Eintracht Frankfurt · Alemania        | Total club    | Total club    | 24    | 9     | 2                | 4                | 7                     | 1                     | 33    | 14    | 0.42            |
| Hannover 96 · Alemania                | 1.ª           | 2014-15       | 30    | 8     | 2                | 2                | ―                     | ―                     | 32    | 10    | 0.31            |
| Hannover 96 · Alemania                | Total club    | Total club    | 30    | 8     | 2                | 2                | 0                     | 0                     | 32    | 10    | 0.31            |
| Stoke City F. C. Inglaterra           | 1.ª           | 2015-16       | 22    | 4     | 5                | 0                | ―                     | ―                     | 27    | 4     | 0.15            |
| Stoke City F. C. Inglaterra           | Total club    | Total club    | 22    | 4     | 5                | 0                | 0                     | 0                     | 27    | 4     | 0.15            |
| R. C. Deportivo de La Coruña · España | 1.ª           | 2016-17       | 20    | 5     | 4                | 1                | ―                     | ―                     | 24    | 6     | 0.25            |
| R. C. Deportivo de La Coruña · España | Total club    | Total club    | 20    | 5     | 4                | 1                | 0                     | 0                     | 24    | 6     | 0.25            |
| Newcastle United F. C. Inglaterra     | 1.ª           | 2017-18       | 30    | 4     | 2                | 0                | ―                     | ―                     | 32    | 4     | 0.13            |
| Newcastle United F. C. Inglaterra     | 1.ª           | 2018-19       | 16    | 2     | 4                | 1                | ―                     | ―                     | 20    | 3     | 0.15            |
| Newcastle United F. C. Inglaterra     | Total club    | Total club    | 46    | 6     | 6                | 1                | 0                     | 0                     | 52    | 7     | 0.13            |
| Deportivo Alavés · España             | 1.ª           | 2019-20       | 36    | 11    | 1                | 0                | ―                     | ―                     | 37    | 11    | 0.3             |
| Deportivo Alavés · España             | 1.ª           | 2020-21       | 37    | 11    | 1                | 0                | ―                     | ―                     | 38    | 11    | 0.29            |
| Deportivo Alavés · España             | 1.ª           | 2021-22       | 37    | 14    | 1                | 0                | ―                     | ―                     | 38    | 14    | 0.37            |
| Deportivo Alavés · España             | Total club    | Total club    | 110   | 36    | 3                | 0                | 0                     | 0                     | 113   | 36    | 0.32            |
| R. C. D. Espanyol · España            | 1.ª           | 2022-23       | 34    | 16    | 4                | 1                | ―                     | ―                     | 38    | 17    | 0.45            |
| R. C. D. Espanyol · España            | Total club    | Total club    | 34    | 16    | 4                | 1                | 0                     | 0                     | 38    | 17    | 0.45            |
| Real Madrid C. F. · España            | 1.ª           | 2023-24       | 34    | 10    | 4                | 3                | 11                    | 5                     | 49    | 18    | 0.37            |
| Real Madrid C. F. · España            | Total club    | Total club    | 35    | 11    | 5                | 4                | 11                    | 5                     | 51    | 20    | 0.39            |
| Al-Gharafa S. C. Catar                | 1.ª           | 2024-25       | 21    | 10    | 5                | 4                | 9                     | 4                     | 35    | 18    | 0.51            |
| Al-Gharafa S. C. Catar                | Total club    | Total club    | 21    | 10    | 5                | 4                | 9                     | 4                     | 35    | 18    | 0.51            |
| Total carrera                         | Total carrera | Total carrera | 481   | 150   | 46               | 24               | 27                    | 10                    | 554   | 184   | 0.33            |
| 1. 2. 3.                              |               |               |       |       |                  |                  |                       |                       |       |       |                 |

### Selecciones
| Selección         | Temporada     | Europeo | Europeo | Europeo | Mundial | Mundial | Mundial | Amistosos | Amistosos | Amistosos | Total | Total | Total | Media goleadora |
| Selección         | Temporada     | PJ      | Goles   | PPG     | PJ      | Goles   | PPG     | PJ        | Goles     | PPG       | PJ    | Goles | PPG   | Media goleadora |
| ----------------- | ------------- | ------- | ------- | ------- | ------- | ------- | ------- | --------- | --------- | --------- | ----- | ----- | ----- | --------------- |
| Sub-19 · España   | 2008-09       | 7       | 3       | –       | –       | –       | –       | 4         | –         | –         | 11    | 3     | 0     | 0,27            |
| Sub-19 · España   | Total         | 7       | 3       | 0       | 0       | 0       | 0       | 4         | 0         | 0         | 11    | 3     | 0     | 0,27            |
| Sub-20 · España   | 2009-10       | –       | –       | –       | –       | –       | –       | 1         | –         | –         | 1     | 0     | 0     | 0               |
| Sub-20 · España   | 2010-11       | –       | –       | –       | –       | –       | –       | 1         | –         | –         | 1     | 0     | 0     | 0               |
| Sub-20 · España   | Total         | 0       | 0       | 0       | 0       | 0       | 0       | 2         | 0         | 0         | 2     | 0     | 0     | 0               |
| Sub-21 · España   | 2011-12       | 4       | 1       | –       | –       | –       | –       | –         | –         | –         | 4     | 1     | 0     | 0,25            |
| Sub-21 · España   | Total         | 4       | 1       | 0       | 0       | 0       | 0       | 0         | 0         | 0         | 4     | 1     | 0     | 0,25            |
| Absoluta · España | 2022-23       | 6       | 4       | –       | –       | –       | –       | –         | –         | –         | 6     | 4     | 0     | 0,67            |
| Absoluta · España | Total         | 6       | 4       | 0       | 0       | 0       | 0       | 0         | 0         | 0         | 6     | 4     | 0     | 0,67            |
| Total carrera     | Total carrera | 17      | 8       | –       | –       | –       | –       | 6         | –         | –         | 23    | 8     | –     | 0,35            |

## Palmarés

### Campeonatos nacionales
| Título                     | Club                       | País   | Año  |
| -------------------------- | -------------------------- | ------ | ---- |
| Copa del Rey               | Real Madrid C. F.          | España | 2011 |
| Segunda División B         | Real Madrid Castilla C. F. | España | 2012 |
| Supercopa de España        | Real Madrid C. F.          | España | 2024 |
| Primera División de España | Real Madrid C. F.          | España | 2024 |
| Copa del Emir de Catar     | Al-Gharafa S. C.           | Catar  | 2025 |

### Títulos internacionales
| Título                       | Club                | Sede         | Año  |
| ---------------------------- | ------------------- | ------------ | ---- |
| Liga de Naciones de la UEFA  | Selección de España | Países Bajos | 2023 |
| Liga de Campeones de la UEFA | Real Madrid C. F.   | Londres      | 2024 |
| Eurocopa                     | Selección de España | Alemania     | 2024 |

### Distinciones individuales
| Distinción                                   | Año  |
| -------------------------------------------- | ---- |
| Máximo Goleador - 2.ª División B - Grupo 1.º | 2012 |
| Trofeo Zarra                                 | 2023 |

## Vida privada
Es concuñado del futbolista Dani Carvajal.